# Rhysogaster vandervechti
Rhysogaster vandervechti är en tvåvingeart som beskrevs av Evert I. Schlinger 1971. Rhysogaster vandervechti ingår i släktet Rhysogaster och familjen kulflugor. Inga underarter finns listade i Catalogue of Life.